# Ivajlo Andonov
Ivajlo Viktorov Andonov (in bulgaro Ивайло Викторов Андонов?, traslitterazione anglosassone: Ivaylo Viktorov Andonov; Blagoevgrad, 14 agosto 1967) è un allenatore di calcio ed ex calciatore bulgaro, di ruolo attaccante.

## Carriera

### Club
Ha giocato con Pirin Blagoevgrad, CSKA Sofia, Albacete, Arminia Bielfeld, Lokomotiv Sofia e Union Berlino.

### Nazionale
Tra il 1991 ed il 1997 ha giocato 5 partite con la Nazionale bulgara, partecipando ai Mondiali 1994.

## Palmarès

### Club
- Campionato bulgaro: 2

CSKA Sofia: 1991-1992, 1996-1997
- Coppa di Bulgaria: 2

CSKA Sofia: 1992-1993, 1996-1997

### Individuale
- Capocannoniere della Coppa delle Coppe UEFA: 1

1993-1994 (5 gol, a pari merito con Alon Mizrahi, Eoin Jess, Ulf Kirsten)